# Goljanovo
Het metrostation Goljanovo (Russisch: Гольяново is het geplande oostelijke eindpunt van de Arbatsko-Pokrovskaja-lijn (lijn 3), in het oostelijk stadsdeel (okroeg) van Moskou.

## Geschiedenis
Al begin jaren 60 van de twintigste eeuw bestonden er plannen om de oostelijke wijken rond de Sjtsjolkovskoje Sjosse binnen de MKAD aan te sluiten op de metro. Op 22 juli 1963 kwam de oostelijke verlenging van de Arbatsko-Pokrovskaja-lijn (lijn 3) door Izmailovo gereed en in 1965 lagen er voorstellen om ook Sokolnitsjeskaja-lijn naar het oosten te verlengen. Deze verlenging zou bestaan uit twee takken, een noordelijke naar Metrogorodok en een zuidelijke onder de Sjtsjolkovskoje Sjosse. Goljanovo ten noorden van de Sjtsjolkovskoje Sjosse is pas in de jaren 70 van de twintigste eeuw bebouwd en was destijds ook niet in de metroplannen opgenomen. De krant Moskovski Komsomolets publiceerde een kaart waar station Goljanovo onderdeel is van de Sokolnitsjeskaja-lijn. Eind 2010 ondertekende de toen net nieuwe burgemeester van Moskou, Sergej Sobjanin, het Algemeen plan voor de ontwikkeling van de metro tot 2025 waarin ook de verlenging onder de Sjtsjolkovskoje Sjosse, langs de zuidrand van Goljanovo, is opgenomen. In december 2017 spraken afgevaardigden van het district Goljanovo tegen over de burgemeester de wens uit om een metrostation in hun buurt te krijgen.

## Voorbereiding
In april 2018 liet Joelianna Kniazjevskaja, voorzitter van het Moskouse comité voor architectuur, weten dat de Arbatsko-Pokrovskaja-lijn ten noorden van Sjtsjolkovskaja  na 2025 tot Goljanovo verlengd zou kunnen worden.  In januari 2019 werd aangekondigd dat de bouw van het station in 2022 zou moeten beginnen en in maart 2019 werd 2023 genoemd als openingsjaar van het station. Het is de bedoeling om de relevante documentatie in september 2019 gereed te hebben.  Het station komt ten noorden van de Goljanovovijver langs de Oeralskaja Oelitsa tussen de Koerganskaja Oelitsa en de Kamtsjatskaja Oelitsa. 